# Peoria County
Das Peoria County ist ein County im US-amerikanischen Bundesstaat Illinois. Im Jahr 2010 hatte das County 186.494 Einwohner und eine Bevölkerungsdichte von 116,2 Einwohnern pro Quadratkilometer. Der Verwaltungssitz (County Seat) ist Peoria.

## Geografie
Das County liegt im mittleren Nordwesten von Illinois am rechten Ufer des Illinois River, der sich vor der Stadt Peoria zum Peoria Lake ausweitet.
Das County hat eine Fläche von 1634 Quadratkilometern, wovon 29 Quadratkilometer Wasserfläche sind.
An das Peoria County grenzen folgende Nachbarcountys:
| Knox County   | Stark County    | Marshall County |
|               |                 | Woodford County |
| Fulton County | Tazewell County |                 |

### Schutzgebiete

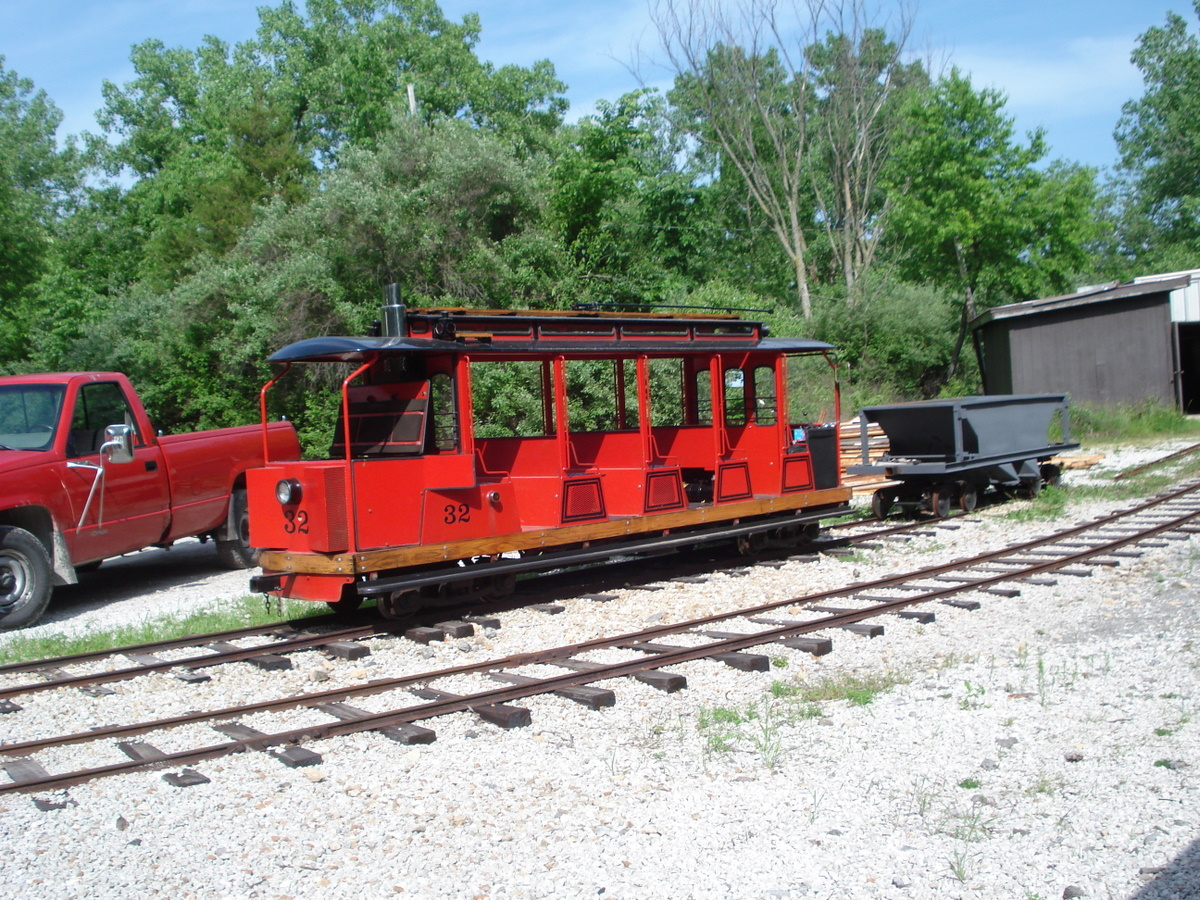
Zug im Wildlife Prairie State Park

- Jubilee College State Park
- Wildlife Prairie State Park

## Geschichte
Das Peoria County wurde am 13. Januar 1825 aus Teilen des Sangamon County gebildet. Benannt wurde es nach den Peoria, einem Indianerstamm der Illinois-Konföderation.

### Territoriale Entwicklung

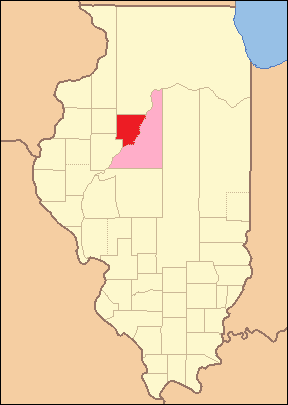
Das Peoria County von seiner Gründung im Jahr 1825 bis 1826
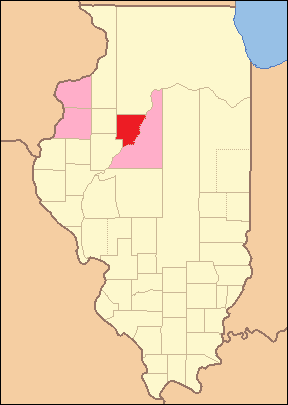
1826 bis 1827
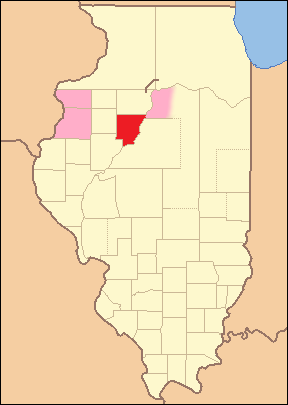
1827 bis 1830
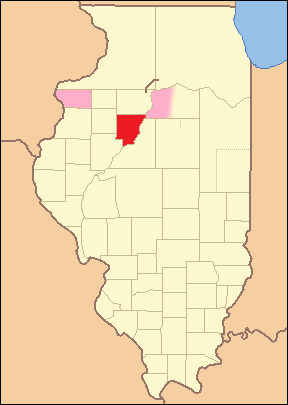
1830 bis 1831
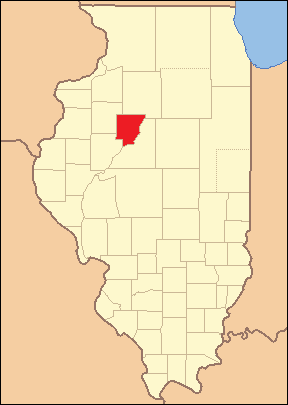
1831 bis heute

## Demografische Daten
Nach der Volkszählung im Jahr 2010 lebten im Peoria County 186.494 Menschen in 75.416 Haushalten. Die Bevölkerungsdichte betrug 116,2 Einwohner pro Quadratkilometer. In den 75.416 Haushalten lebten statistisch je 2,38 Personen.
Ethnisch betrachtet setzte sich die Bevölkerung zusammen aus 75,7 Prozent Weißen, 17,9 Prozent Afroamerikanern, 0,4 Prozent amerikanischen Ureinwohnern, 3,3 Prozent Asiaten sowie aus anderen ethnischen Gruppen; 2,6 Prozent stammten von zwei oder mehr Ethnien ab. Unabhängig von der ethnischen Zugehörigkeit waren 4,0 Prozent der Bevölkerung spanischer oder lateinamerikanischer Abstammung.
24,1 Prozent der Bevölkerung waren unter 18 Jahre alt, 61,9 Prozent waren zwischen 18 und 64 und 14,0 Prozent waren 65 Jahre oder älter. 51,5 Prozent der Bevölkerung war weiblich.
Das jährliche Durchschnittseinkommen eines Haushalts lag bei 50.689 USD. Das Pro-Kopf-Einkommen betrug 28.743 USD. 15,4 Prozent der Einwohner lebten unterhalb der Armutsgrenze.

## Ortschaften im Peoria County
Citys
| - Chillicothe - Elmwood - Pekin1 | - Peoria - West Peoria |

Villages
| - Bartonville - Bellevue - Brimfield - Dunlap | - Glasford - Hanna City - Kingston Mines - Mapleton | - Norwood - Peoria Heights - Princeville |

Census-designated places (CDP)
- Rome
- Lake Camelot

Unincorporated Communities
| - Alta - Cramers - Edelstein - Eden - Edgewater - Edwards | - El Vista - Elmore - Galena Knolls - High Meadows - Holmes Center - Kickapoo | - Lake Lancelot - Lake of the Woods - Laura - Lawn Ridge - Mardell Manor - Mossville | - North Hampton - Oak Hill - Orchard Mines - Pottstown - Renchville - Rome Heights | - Smithville - South Rome - Southport - Trivoli - Tuscarora - West Hallock |

1 – überwiegend im Tazewell County

## Gliederung
Das Peoria County ist in 20 Townships eingeteilt:
| Township             | Einwohner (2010) | FIPS     |
| -------------------- | ---------------- | -------- |
| Akron Township       | 1.068            | 17-00477 |
| Brimfield Township   | 1.235            | 17-08316 |
| Chillicothe Township | 8.364            | 17-14130 |
| Elmwood Township     | 2.598            | 17-23711 |
| Hallock Township     | 1.600            | 17-32304 |
| Hollis Township      | 1.881            | 17-35645 |
| Jubilee Township     | 1.695            | 17-38765 |
| Kickapoo Township    | 7.158            | 17-39818 |
| Limestone Township   | 19.705           | 17-43523 |
| Logan Township       | 3.192            | 17-44342 |

| Township             | Einwohner (2010) | FIPS     |
| -------------------- | ---------------- | -------- |
| Medina Township      | 12.564           | 17-48099 |
| Millbrook Township   | 488              | 17-49113 |
| Peoria City Township | 104.409          | 17-59013 |
| Princeville Township | 1.628            | 17-61938 |
| Radnor Township      | 3.613            | 17-62510 |
| Richwoods Township   | 6.089            | 17-63771 |
| Rosefield Township   | 1217             | 17-65715 |
| Timber Township      | 2.511            | 17-75289 |
| Trivoli Township     | 1.021            | 17-76121 |
| West Peoria Township | 4.458            | 17-80749 |